# Brambořík nachový

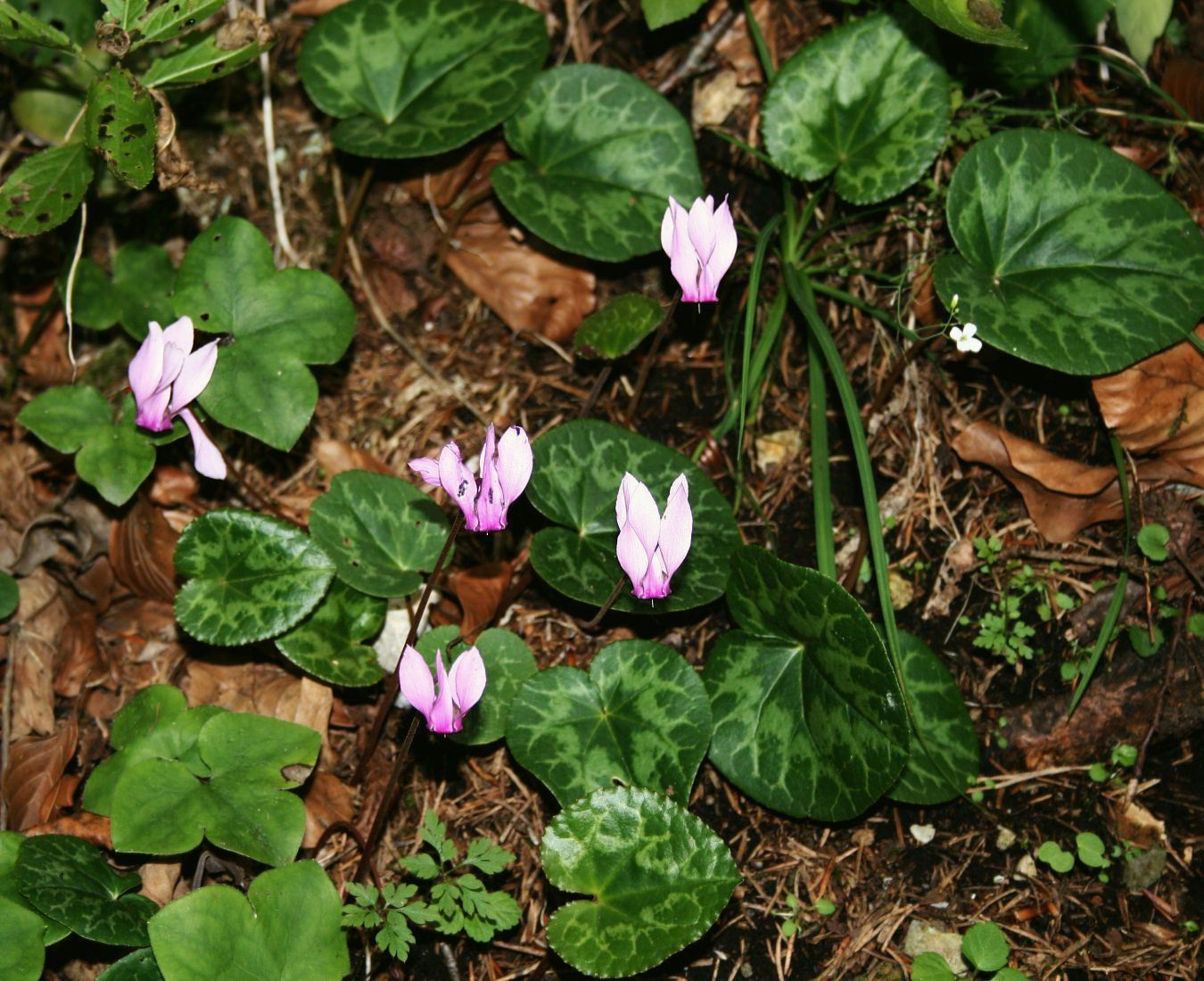
Brambořík nachový

Brambořík nachový (Cyclamen purpurascens) je vytrvalá bylina z čeledi prvosenkovitých (Primulaceae). Jeho latinský název pochází z řeckého slova kýklos, které znamená kruh, kotouč – podle jeho okrouhlé hlízy. Je jedovatý a chráněný. Lidově nazývaný též alpská fialka, svinský ořech, svinský chléb či zemský sejr.

## Popis
Brambořík nachový (Cyclamen purpurascens) má kulovitou, často mírně zploštělou, zkorkovatělou hlízu, ze které vyrůstají četné vláknité kořeny. Oddenek je válcovitý a uzlovitý. Listy jsou většinou okrouhle srdčité (mohou být i ledvinité) a nepravidelně vroubkované. Na svrchní straně jsou listy tmavě zelené s bělavými kresbami, na spodní straně jsou tmavě purpurově červené. Jejich purpurové zbarvení způsobuje barvivo antokyan. Květy bramboříku vyrůstají jednotlivě na 5–12 cm dlouhých stvolech. Vytvářejí zvonkovitou korunu, která je vonná a složená z pěti korunních cípů. Korunní cípy mají karmínově až fialově červenou barvu, jsou otočené nazpět, a vytvářejí korunní trubku (ta je světleji zbarvená). V květu nalezneme pestík se svrchním semeníkem a pět tyčinek. Jsou opylovány hmyzem, ale mohou se opylovat i autogamicky (samoopylení). Plodem je pak kulovitá tobolka, která obsahuje semena.

## Významné obsahové látky
Kulovité hlízy obsahují jedovatý glykosid (saponin) cyklamín, který má velmi silné hemolytické účinky. I přesto, že jsou hlízy jedovaté, divočáci je vyrývají a konzumují bez jakýchkoliv pozdějších následků.

## Rozšíření
V rodu Cyclamen je známo asi 20 blízce příbuzných druhů. Jsou rozšířeny převážně ve východním Středomoří, v Malé Asii a v Íránu. Do střední Evropy zasahuje pouze jediný druh Cyclamen purpurascens.

### Přirozené rozšíření
Brambořík nachový se přirozeně vyskytuje od pohoří Cevenny, přes Juru, vápencové obvody Alp (od Provence až po Dolní Rakousko), Moravu, Maďarsko a částečně zasahuje i na Balkánský poloostrov.
V České republice je původní areál bramboříku nachového jen na jižní a jihozápadní Moravě, v oblasti mezi řekami Oslavou a Rokytnou. V Čechách se nevyskytoval, byl tam do přírody uměle vysazen.

## Pěstování
Brambořík snáší poměrně dobře nízké teploty (je mrazuvzdorný). Hlízy se nesázejí příliš hluboko (2 – 6 cm). Po výsadbě začne kvést zpravidla až druhým nebo třetím rokem. Množí se pouze semeny, která dozrávají v tobolkách. Semena začnou klíčit následující rok na jaře.

## Další druhy
- Cyclamen coum
- Cyclamen neapolitanum – kvete později (září – říjen)
- Cyclamen persicum – především pokojové, nevhodné pro pěstování na zahradě
- Cyclamen fatrense